# Robin Hood (colección)
La colección 'Robin Hood' fue una de las colecciones de libros de literatura juvenil más importantes de la Argentina. 
Editada por la Acme Agency de Modesto Ederra, comenzó en 1941, y siguió ininterrumpidamente hasta principios de la década del 90.
Es recordada, entre otras razones, por las magníficas ilustraciones de tapa del gran dibujante argentino Pablo Pereyra. Otros ilustradores que trabajaron en distintas etapas de la historia de la colección fueron Cristóbal Arteche y Manuel Veroni.
Como ocurría con otras editoriales con colecciones juveniles, se publicaban versiones resumidas. Juan Sasturain escribió en Página/12 que "los contenidos aventureros no siempre eran debidamente adaptados –había cortes, algo que fue empeorando con los años". También, en algunas ediciones, se modificaban los títulos originales. Varias generaciones de argentinos, muchos de ellos escritores de valía en la actualidad, tuvieron su primer acercamiento a la literatura a través de las páginas de esta colección. 
Casi diez años después, la editorial Acme reeditó la colección en un formato distinto del original: las tapas duras fueron sustituidas por tapas blandas, y el tamaño del formato fue reducido.
En diciembre del 2010 se producen dos hechos: por un lado, el diario Clarín de Buenos Aires decide reeditar 15 títulos de la colección original; por otro, el Museo del Dibujo y la Ilustración de Buenos Aires, dentro del marco de su muestra "Grandes Autores, Grandes Ilustradores", que lleva a cabo desde el 11 de diciembre hasta el 23 de febrero de 2011 en el Museo de Artes Plásticas Eduardo Sívori, dedica una sala especial a la exhibición de 30 originales que ilustraron la colección en los años 50.

## Colección Robin Hood (títulos originales)
La lista completa de la colección nunca fue publicada por la editorial; la creación de esta lista le corresponde a Lorena Corbella; a ella nuestro agradecimiento. Un detalle a considerar es que algunas ilustraciones de portada cambiaron de una edición a otra, como en el caso de "Aventuras de Marco Polo", "Alicia en el país del espejo", "El llamado de la selva", "El capitán Silver", "El continente misterioso" o "La flecha negra".
| N.º | Título                                                               | Autor                                   |
| --- | -------------------------------------------------------------------- | --------------------------------------- |
| 1   | Mujercitas                                                           | Louisa May Alcott                       |
| 2   | Hombrecitos                                                          | Louisa May Alcott                       |
| 3   | Los muchachos de Jo                                                  | Louisa May Alcott                       |
| 4   | Ocho primos                                                          | Louisa May Alcott                       |
| 5   | Una niña anticuada                                                   | Louisa May Alcott                       |
| 6   | Una guirnalda de flores                                              | Louisa May Alcott                       |
| 7   | Bajo las lilas                                                       | Louisa May Alcott                       |
| 8   | Rosa en flor                                                         | Louisa May Alcott                       |
| 9   | Señoritas                                                            | Louisa May Alcott                       |
| 10  | Jack y Jill                                                          | Louisa May Alcott                       |
| 11  | Un viaje al país de los matreros                                     | Fray Mocho                              |
| 12  | Robin Hood                                                           | Anónimo                                 |
| 13  | Los caballeros del Rey Arturo                                        | Anónimo                                 |
| 14  | Aventuras de Marco Polo                                              | Marco Polo                              |
| 15  | El capitán rebelde                                                   | Rodolfo Bellani                         |
| 16  | El hijo de Yapeyú                                                    | Germán Berdiales                        |
| 17  | El primer soldado de la libertad                                     | Germán Berdiales                        |
| 18  | Jane Eyre                                                            | Charlotte Brontë                        |
| 19  | Juvenilia                                                            | Miguel Cané                             |
| 20  | Alicia en el País de las Maravillas                                  | Lewis Carroll                           |
| 21  | Alicia en el País de los Espejos                                     | Lewis Carroll                           |
| 22  | Buffalo Bill                                                         | William Frederick Cody                  |
| 23  | Violeta                                                              | Whitfield Cook                          |
| 24  | El último de los mohicanos                                           | James Fenimore Cooper                   |
| 25  | El cuervo Banjo                                                      | Theodora du Bois                        |
| 26  | Corazón                                                              | Edmundo de Amicis                       |
| 27  | Robinson Crusoe                                                      | Daniel Defoe                            |
| 28  | Historia en dos ciudades                                             | Charles Dickens                         |
| 29  | El Príncipe Valiente                                                 | Harold Foster                           |
| 30  | El Príncipe Valiente contra Atila                                    | Harold Foster                           |
| 31  | El Príncipe Valiente en el mar                                       | Harold Foster                           |
| 32  | El prisionero de Zenda                                               | Anthony Hope                            |
| 33  | Ruperto de Hentzau                                                   | Anthony Hope                            |
| 34  | Cuentos de la Alhambra                                               | Washington Irving                       |
| 35  | La colina de los conejos                                             | Robert Lawson                           |
| 36  | Jerry de las Islas                                                   | Jack London                             |
| 37  | Miguel, hermano de Jerry                                             | Jack London                             |
| 38  | El llamado de la selva                                               | Jack London                             |
| 39  | Colmillo Blanco                                                      | Jack London                             |
| 40  | En familia                                                           | Héctor Malot                            |
| 41  | Bomba, el niño de la selva                                           | Roy Rockwood                            |
| 42  | Bomba y la montaña movediza                                          | Roy Rockwood                            |
| 43  | Bomba en la catarata gigante                                         | Roy Rockwood                            |
| 44  | Bomba en la isla de los jaguares                                     | Roy Rockwood                            |
| 45  | Los tigres de la Malasia                                             | Emilio Salgari                          |
| 46  | Sandokán                                                             | Emilio Salgari                          |
| 47  | Los misterios de la jungla negra                                     | Emilio Salgari                          |
| 48  | Los dos tigres                                                       | Emilio Salgari                          |
| 49  | Bouchard el corsario                                                 | Eros Nicola Siri                        |
| 50  | El almirante de bronce                                               | Eros Nicola Siri                        |
| 51  | El malón                                                             | Eros Nicola Siri                        |
| 52  | La cruz y la espada                                                  | Eros Nicola Siri                        |
| 53  | Azabache                                                             | Ana Sewell                              |
| 54  | Heidi                                                                | Johanna Spyri                           |
| 55  | Raptado                                                              | Robert Louis Stevenson                  |
| 56  | La flecha negra                                                      | Robert Louis Stevenson                  |
| 57  | David Balfour                                                        | Robert Louis Stevenson                  |
| 58  | La isla del tesoro                                                   | Robert Louis Stevenson                  |
| 59  | La isla de la aventura                                               | Robert Louis Stevenson                  |
| 60  | El señor de Ballantrae                                               | Robert Louis Stevenson                  |
| 61  | La cabaña del tío Tom                                                | H. B. Stowe                             |
| 62  | Artemito y la Princesa                                               | M. Torrey                               |
| 63  | Aventuras de Tom Sawyer                                              | Mark Twain                              |
| 64  | Aventuras de Huck                                                    | Mark Twain                              |
| 65  | Tom Sawyer en el extranjero                                          | Mark Twain                              |
| 66  | Un yanqui en la corte del Rey Arturo                                 | Mark Twain                              |
| 67  | Príncipe y mendigo                                                   | Mark Twain                              |
| 68  | Historia de las invenciones                                          | H. Van Loon                             |
| 69  | Historia del hombre primitivo                                        | H. Van Loon                             |
| 70  | El archipiélago en llamas                                            | Julio Verne                             |
| 71  | Papaíto Piernas Largas                                               | Jean Webster                            |
| 72  | Mi querido enemigo                                                   | Jean Webster                            |
| 73  | El príncipe feliz                                                    | Oscar Wilde                             |
| 74  | Luz en la selva                                                      | Mario Waissman                          |
| 75  | A la conquista de un Imperio                                         | Emilio Salgari                          |
| 76  | El rey del mar                                                       | Emilio Salgari                          |
| 77  | Robito el envidioso                                                  | Robert Lawson                           |
| 78  | El Corsario Negro                                                    | Emilio Salgari                          |
| 79  | La reina de los caribes                                              | Emilio Salgari                          |
| 80  | La hija del Corsario Negro                                           | Emilio Salgari                          |
| 81  | Bomba en la ciudad abandonada                                        | Roy Rockwood                            |
| 82  | Bomba en el pantano de la muerte                                     | Roy Rockwood                            |
| 83  | Jorli                                                                | Juana Spyri                             |
| 84  | El Capitán Tormenta                                                  | Emilio Salgari                          |
| 85  | La capitana del Yucatán                                              | Emilio Salgari                          |
| 86  | La gran aventura                                                     | Eros Nicola Siri                        |
| 87  | El lago de los ensueños                                              | Juana Spyri                             |
| 88  | Entre selvas y desiertos                                             | H. Sienkiewicz                          |
| 89  | Las hijas de los faraones                                            | Emilio Salgari                          |
| 90  | Cartago en Llamas                                                    | Emilio Salgari                          |
| 91  | El capitán del Djuma                                                 | Emilio Salgari                          |
| 92  | La niña de los cuentos                                               | L. M. Montgomery                        |
| 93  | Nuevas crónicas de Avonlea                                           | L. M. Montgomery                        |
| 94  | El Capitán Silver                                                    | H. Rosemann                             |
| 95  | Rayo Dorado                                                          | Rodolfo Bellani                         |
| 96  | Bomba en el sendero del terror                                       | Roy Rockwood                            |
| 97  | La soberana del campo de oro                                         | Emilio Salgari                          |
| 98  | Las panteras de Argel                                                | Emilio Salgari                          |
| 99  | El Príncipe Valiente en viaje peligroso                              | Harold Foster                           |
| 100 | El bosque encantado                                                  | L. M. Montgomery                        |
| 101 | La montaña de luz                                                    | Emilio Salgari                          |
| 102 | Heidi y Peter                                                        | Charles Tritten                         |
| 103 | Grittli                                                              | Juana Spyri                             |
| 104 | El continente misterioso                                             | Emilio Salgari                          |
| 105 | El vendedor de loros                                                 | Kurt Wiese                              |
| 106 | Un drama en el Océano Pacífico                                       | Emilio Salgari                          |
| 107 | Los hijos de Heidi                                                   | Charles Tritten                         |
| 108 | La perla sangrienta                                                  | Emilio Salgari                          |
| 109 | Bomba en el valle de las calaveras                                   | Roy Rockwood                            |
| 110 | Bomba en el río subterráneo                                          | Roy Rockwood                            |
| 111 | El Príncipe Valiente y la Princesa Dorada                            | Harold Foster                           |
| 112 | Las Indias negras                                                    | Julio Verne                             |
| 113 | El secreto de Wilhelm Storitz                                        | Julio Verne                             |
| 114 | Bomba y los Exploradores                                             | Roy Rockwood                            |
| 115 | Narraciones Extraordinarias                                          | Julio Verne                             |
| 116 | Bomba en el Continente Negro                                         | Roy Rockwood                            |
| 117 | Dos mil leguas por debajo de América                                 | Emilio Salgari                          |
| 118 | Bomba entre los pigmeos                                              | Roy Rockwood                            |
| 119 | Las amazonas de la muerte                                            | Eros Nicola Siri                        |
| 120 | El oro de los apalaches                                              | F. Slaughter                            |
| 121 | Bomba y los caníbales                                                | Roy Rockwood                            |
| 122 | Bomba y los cazadores                                                | Roy Rockwood                            |
| 123 | Cinco semanas en globo                                               | Julio Verne                             |
| 124 | El misterio de Edwin Drood                                           | Charles Dickens                         |
| 125 | El Príncipe Valiente en el Nuevo Mundo                               | Harold Foster                           |
| 126 | Bomba y los demonios del río                                         | Roy Rockwood                            |
| 127 | Bomba y el jefe enemigo                                              | Roy Rockwood                            |
| 128 | El hijo del corsario                                                 | R. Bellani                              |
| 129 | Bomba en las garras del ciclón                                       | Roy Rockwood                            |
| 130 | Bomba y el monstruo acuático                                         | Roy Rockwood                            |
| 131 | Los versos                                                           | Germán Berdiales                        |
| 132 | El hijo de Robín Hood                                                | Paul Caspleton                          |
| 133 | La gran semana de 1810                                               | Vicente Fidel López                     |
| 134 | La ciudad del oro                                                    | Emilio Salgari                          |
| 135 | La pequeña salvaje                                                   | Juana Spyri                             |
| 136 | Águilas de la Estepa                                                 | Emilio Salgari                          |
| 137 | El pequeño lord                                                      | F. H. Burnett                           |
| 138 | Bomba en el reino del peligro                                        | Roy Rockwood                            |
| 139 | Wilson el Simple                                                     | M. Twain                                |
| 140 | Bomba en la gruta humeante                                           | Roy Rockwood                            |
| 141 | En la llanura de Argelia                                             | Emilio Salgari                          |
| 142 | Los cazadores de Arkansas                                            | Gustave Aimard                          |
| 143 | El maestro de América                                                | Germán Berdiales                        |
| 144 | El pueblo aéreo                                                      | Julio Verne                             |
| 145 | El Príncipe Valiente y los tres desafíos                             | Harold Foster                           |
| 146 | Los aventureros del mar                                              | Emilio Salgari                          |
| 147 | El hijo de Robin Hood en Notinham                                    | P. Caspleton                            |
| 148 | Los apaches                                                          | Gustave Aimard                          |
| 149 | Frente a la bandera                                                  | Julio Verne                             |
| 150 | Las aventuras de Simón Wander                                        | Emilio Salgari                          |
| 151 | El rey de las tinieblas                                              | Gustave Aimard                          |
| 152 | La Isla con hélice                                                   | Julio Verne                             |
| 153 | Martín Fierro                                                        | José Hernández                          |
| 154 | Los robinsones Italianos                                             | Emilio Salgari                          |
| 155 | Corsarios del Caribe                                                 | Gustave Aimard                          |
| 156 | El tren volador                                                      | Emilio Salgari                          |
| 157 | El piloto del Danubio                                                | Julio Verne                             |
| 158 | Los bucaneros                                                        | Gustave Aimard                          |
| 159 | Indios y gauchos                                                     | Varios                                  |
| 160 | Facundo                                                              | Domingo Faustino Sarmiento              |
| 161 | Teatro Robin Hood                                                    | Germán Berdiales                        |
| 162 | Edad florida                                                         | Booth Tarkington                        |
| 163 | Lo que hizo Katy                                                     | Susan Coolidge                          |
| 164 | Las aventuras de Pinocho                                             | Carlo Collodi                           |
| 165 | Viaje maravilloso al planeta de los hongos                           | Eleanor Cameron                         |
| 166 | Ella                                                                 | Rider Haggard                           |
| 167 | Ayesha                                                               | Rider Haggard                           |
| 168 | Las minas del rey Salomón                                            | Rider Haggard                           |
| 169 | El Príncipe Valiente en viaje a Thule                                | Harold Foster                           |
| 170 | El Príncipe Valiente y su amigo Boltar                               | Harold Foster                           |
| 171 | El Príncipe Valiente y los bandidos rebeldes                         | Harold Foster                           |
| 172 | El Príncipe Valiente libera a Aleta                                  | Harold Foster                           |
| 173 | Los viajes de Gulliver                                               | J. Swift                                |
| 174 | Katy va a la escuela                                                 | Susan Coolidge                          |
| 175 | Cuentos de las Mil y Una Noches                                      | Anónimo                                 |
| 176 | Rimas y Leyendas                                                     | Gustavo Bécquer                         |
| 177 | Cuentos de los Alpes                                                 | Juana Spyri                             |
| 178 | Regreso al planeta de los hongos                                     | Eleanor Cameron                         |
| 179 | Ricitos de Oro                                                       | Grimm                                   |
| 180 | Cuentos de Hadas de Grimm                                            | Grimm                                   |
| 181 | El fantasma de las niñas                                             | Louisa Alcott                           |
| 182 | Cuentos de hadas de los Mares del Sur                                | J. Sherrod y Zel Thayer                 |
| 183 | De nuevo Katy                                                        | Susan Coolidge                          |
| 184 | Los documentos secretos                                              | Jan Seyda                               |
| 185 | Las travesuras de Paty                                               | Jean Webster                            |
| 186 | Mr. Bass y el tiempo                                                 | Eleanor Cameron                         |
| 187 | La señal de los cuatro                                               | Sir Arthur Conan Doyle                  |
| 188 | El mantel de Tabby                                                   | L. M. Alcott                            |
| 189 | El mundo perdido                                                     | Sir Arthur Connan Doyle                 |
| 190 | La banda de la Serpiente Negra                                       | Carolyn Keene                           |
| 191 | Cuentos de Hadas de Andersen                                         | Andersen                                |
| 192 | Tres hombres en un bote                                              | Jerome K. Jerome                        |
| 193 | El planetoide de Tyco Bass                                           | Eleanor Cameron                         |
| 194 | El mago de Oz                                                        | L. Frank Baum                           |
| 195 | La familia Robinson                                                  | Johann Wyss                             |
| 196 | El ángel que perdió un ala                                           | María Granata                           |
| 197 | Un misterio para Mr. Bass                                            | Eleanor Cameron                         |
| 198 | Un niño perdido                                                      | Guillermo Hudson                        |
| 199 | Cuento de Navidad                                                    | Charles Dickens                         |
| 200 | Una excursión a los indios ranqueles                                 | Lucio V. Mansilla                       |
| 201 | Tarzán en la selva                                                   | Edgar Rice Burroughs                    |
| 202 | Ginés del mar                                                        | María Alicia Domínguez                  |
| 203 | Nuevas aventuras de Tarzán en la selva                               | Edgar Rice Burroughs                    |
| 204 | Aires nuevos en Buenos Aires                                         | Susana L. de Gomara                     |
| 205 | La casa en los cerros                                                | Olga Eugenia Flores                     |
| 206 | El gallo embrujado                                                   | María Granata                           |
| 207 | Los Hijos del Capitán Grant en América del Sur                       | Julio Verne                             |
| 208 | Aventuras de Bertoldo y Bertoldino (Bertoldo, Bertoldino y Cacaseno) | Julio César Croce (Giulio Cesare Croce) |
| 209 | El Primer Libro de la Selva                                          | Rudyard Kipling                         |
| 210 | El Segundo Libro de la Selva                                         | Rudyard Kipling                         |
| 211 | El cazador de zorros azules                                          | María Granata                           |
| 212 | Tom Sawyer detective                                                 | Mark Twain                              |
| 213 | Con cuál de las brujas                                               | Eva Ibbotson                            |
| 214 | Flash Gordon                                                         | Alex Raymond                            |
| 215 | Las aventuras del Potrillo Alazán                                    | Elías Cárpena                           |
| 216 | Los hijos del capitán Grant en Australia                             | Julio Verne                             |
| 217 | Los hijos del capitán Grant en el Océano Pacífico                    | Julio Verne                             |
| 218 | El viento entre los sauces                                           | Kenneth Grahame                         |
| 219 | Nuestra literatura infantil-juvenil                                  | Juan Carlos Merlo                       |
| 220 | Cuentos del año 2100                                                 | Aaron Cupit                             |
| 221 | El unicornio celeste                                                 | Eugenia Calni                           |
| 222 | Milla Loncó                                                          | Rodolfo Otero                           |
| 223 | El hijo isleño                                                       | Olga B. De Alonso                       |
| 224 | Cuentos del año 2200                                                 | Aaron Cupit                             |
| 225 | Peter Pan                                                            | James M. Barrie                         |
| 226 | Xumuc el Huarpe                                                      | Adriana Vega                            |

| 182 | EL Puente En Espiral | Franklin W Dixon |
| 184 | Oro Escondido        | Franklin W Dixon |
| 192 | Los 99 Escalones     | Carolyn Keene    |

| N.º | Título                       | Autor                          |
| --- | ---------------------------- | ------------------------------ |
| 1   | Un viaje al pasado           | Evan Hunter                    |
| 2   | Islas en el cielo            | Arthur C. Clarke               |
| 3   | Abandonado en marte          | Lester del Rey                 |
| 4   | Hijo de las estrellas        | Raymond F. Jones               |
| 5   | El secreto del planeta Marte | Donald A. Wollheim             |
| 6   | Misión en la Luna            | Lester del Rey                 |
| 7   | El segundo satélite          | Robert S. Richardson           |
| 8   | Rebelión en el espacio       | Robert A. Heinlein             |
| 9   | El planeta perdido           | Paul Dallas                    |
| 10  | Los invasores de Saturno     | Philip Latham                  |
| 11  | Peligro: Dinosaurios!        | Richard Marsten                |
| 12  | El planeta de luz            | Raymond F. Jones (No Editato ) |

### Volúmenes extra
| N.º | Título                   | Autor                          |
| --- | ------------------------ | ------------------------------ |
| 500 | Don Quijote de la Mancha | Miguel de Cervantes Saavedra   |
| 505 | Martin Chuzzlewit        | Charles Dickens                |
| 507 | Sin familia              | Hector Malot                   |
| 509 | El divino maestro        | Germán Berdiales               |
| 510 | Moby Dick                | H. Melville                    |
|     | Aventuras de Pickwick    | Charles Dickens                |
|     | David Copperfield        | Charles Dickens                |
|     | La isla misteriosa       | Julio Verne                    |
|     | Los tres mosqueteros     | Alejandro Dumas                |
|     | Nicholas Nickleby        | Charles Dickens                |
|     | Oliverio Twist           | Charles Dickens                |
|     | Autobiografía            | Mark Twain                     |
|     | Robin Hood               | (Colección Robin Hood de Lujo) |

Serie "Divulgación"
| 601 Dr Washington Carver Hombre De Ciencia Graham Y Lipscomb |
| 602 La Ciencia De La Vida Darling Lois y Louis               |
| 603 El Ingenioso Benjamin Franklin Jeanette Eaton            |
| 604 Las Maravillas de La Luz Tannenbaum-Stillman             |
| 605 El Poder Del Átomo Dukert Joseph M.                      |
| 606 Lincoln Abraham Bothwell J.H                             |
| 607 La Ciencia Del Mañana William H.Crouse                   |
| 608 Kennedy John F. Bothwell J.H                             |
| 609 El Cable Parlante Stevenson o.j.                         |
| 610 Cuanto Y Cuantos Bendick Jeanne                          |
| 611 El Espacio En Tu Futuro Schneider Leo                    |
| 612 El Enigma Del Tiempo Bell,Thelma Y corydon               |
| 613 Explorando La Tierra Y El Espacio Hyde Margaret O.       |
| 614 El Joven Edison Sterling Norht                           |
| 615 Subsistencia En La Luna Maisak Lawrence                  |
| 616 El Mundo Submarino Coombs Charles                        |
| 617 Microbios Y Hombres Simon Harold J.                      |

## Colección Robin Hood Aniversario
| N.º | Título                               | Autor                   |
| --- | ------------------------------------ | ----------------------- |
| 1   | Robin Hood                           | Anónimo                 |
| 2   | Mujercitas                           | Louisa May Alcott       |
| 3   | Cinco semanas en globo               | Julio Verne             |
| 4   | Alicia en el País de las Maravillas  | Lewis Carroll           |
| 5   | Los caballeros del Rey Arturo        | Anónimo                 |
| 6   | El mundo perdido                     | A. Conan Doyle          |
| 7   | El mago de Oz                        | L. Frank Baum           |
| 8   | El llamado de la selva               | Jack London             |
| 9   | Aventuras de Tom Sawyer              | Mark Twain              |
| 10  | La señal de los cuatro               | A. Conan Doyle          |
| 11  | Martín Fierro                        | José Hernández          |
| 12  | Sandokan                             | Emilio Salgari          |
| 13  | Hombrecitos                          | Luisa May Alcott        |
| 14  | La isla del Tesoro                   | Robert L. Stevenson     |
| 15  | Rimas y Leyendas                     | Gustavo Becquer         |
| 16  | El matadero, La cautiva              | Varios                  |
| 17  | La cabaña del tío Tom                | R. Beecher Stowe        |
| 18  | Heidi                                | Juana Spyri             |
| 19  | Juvenilia                            | Miguel Cané             |
| 20  | Los tigres de la Malasia             | Emilio Salgari          |
| 21  | De la Tierra a la Luna               | Julio Verne             |
| 22  | Cuentos de Andersen                  | Andersen                |
| 23  | Violeta                              | Whitfield Cook          |
| 24  | Colmillo Blanco                      | Jack London             |
| 25  | Azabache                             | Anna Sewell             |
| 26  | Corazón                              | Edmundo de Amicis       |
| 27  | Robinson Crusoe                      | Daniel Defoe            |
| 28  | Veinte mil leguas de viaje submarino | Julio Verne             |
| 29  | Los viajes de Guliver                | Jonathan. Swift         |
| 30  | Cuento de Navidad                    | Charles Dickens         |
| 31  | El corsario negro                    | Emilio Salgari          |
| 32  | Las minas del Rey Salomón            | H. Ridder Haggard       |
| 33  | Pinocho                              | Carlo Collodi           |
| 34  | La familia Robinson                  | Johann Wyss             |
| 35  | Príncipe y mendigo                   | Mark Twain              |
| 36  | Las aventuras de Huck Finn           | Mark Twain              |
| 37  | El hijo isleño                       | Olga Bressano de Alonso |
| 38  | Bomba, el niño de la selva           | Roy Rockwood            |
| 39  | Bomba y la montaña movediza          | Roy Rockwood            |
| 40  | Cuentos de hadas de Grimm            | Grimm                   |

## Colección Robin Hood Diario Clarín
| N.º | Título                  | Autor                  |
| --- | ----------------------- | ---------------------- |
| 1   | Cuento de Navidad       | Charles Dickens        |
| 2   | Robin Hood              | Anónimo                |
| 3   | Mujercitas              | Louisa May Alcott      |
| 4   | Los tigres de Malasia   | Emilio Salgari         |
| 5   | Corazón                 | Edmundo de Amicis      |
| 6   | Robinson Crusoe         | Daniel Defoe           |
| 7   | Juvenilia               | Miguel Cané            |
| 8   | El llamado de la selva  | Jack London            |
| 9   | Aventuras de Tom Sawyer | Mark Twain             |
| 10  | El mago de Oz           | L. Frank Baum          |
| 11  | Azabache                | Anna Sewell            |
| 12  | El mundo perdido        | Sir Arthur Conan Doyle |
| 13  | Sandokan                | Emilio Salgari         |
| 14  | Cinco semanas en globo  | Julio Verne            |
| 15  | El corsario negro       | Emilio Salgari         |